# Postfossile Wirtschaft
Der Begriff postfossile Wirtschaft (auch kohlenstofffreie Wirtschaft) bezeichnet die Vision eines Wirtschaftssystems, das unter dem vollständigen Verzicht auf den Ausstoß von Kohlenstoffdioxid betrieben wird. Der Übergang von der derzeitigen, auf Kohlenstoffemissionen fußenden, Wirtschaft über eine kohlenstoffarme Wirtschaft hin zu einer kohlenstofffreien Wirtschaft wird als Dekarbonisierung bezeichnet.

## Hintergrund

Diese Abbildung zeigt die Raten, mit denen die weltweiten CO_{2}-Emissionen nach 2024 sinken müssen, um den globalen Temperaturanstieg auf 1,5, 1,7 oder 2,0 Grad Celsius zu begrenzen, ohne auf Netto-Negativemissionen angewiesen zu sein.

Klimawissenschaftler gehen von einem CO2-Budget aus, bei dessen Überschreiten unvorhersehbare Folgen in Form einer Postapokalypse eintreten würden, etwa der Zustand des Treibhauses Erde, der zu für den Menschen lebensfeindliche Bedingungen sorgen würde. Die Vorstellung geht davon aus, dass bei einem im Jahr 2017 durchschnittlichen Ausstoß von ca. 40 Gigatonnen CO2-Äquivalent pro Jahr (GtCO2e/a) der Menschheit im Falle einer ausbleibenden Veränderung des Ausstoßes je nach angenommenem CO2-Budget noch etwa 20 bis 30 Jahre bleiben, bis dieses Budget ausgeschöpft ist; danach dürften wegen der nur sehr langfristigen Absorbierung von Treibhausgasen durch das Erdsystem über Jahrtausende keinerlei Treibhausgase mehr ausgestoßen werden. Um auch langfristig das Klimasystem für die menschliche Spezies in einem angemessenen Rahmen zu halten, ist eine rasche Umstellung des Wirtschaftssystems unter Verzicht von Treibhausgasen vonnöten.

## Maßnahmen
Modellhafte Beispiele für Maßnahmen zur Schaffung einer postfossilen Wirtschaft sind der Verzicht auf Verbrennungsmotoren (etwa durch alternative Antriebstechniken wie Elektromobilität) und die Umstellung einer auf der Verbrennung von Kohle, Erdöl und Gas fußenden Energieversorgung durch erneuerbare Energie. Auch negative Emissionen tragen zu einer postfossile Wirtschaft bei.
Eine postfossile Wirtschaft wird in diesem Zusammenhang oftmals in Zusammenhang zu einer Kreislaufwirtschaft und einer Postwachstumsgesellschaft gebracht.